# Rossland
Rossland ist eine Stadt in Kanada. Sie liegt in der Provinz British Columbia in den Monashee Mountains im Regional District of Kootenay Boundary.

## Geschichte
Ihren Namen bekam die Stadt durch den Bergmann und Goldschürfer Ross Thompson, der 1890 an der Stelle, an der die Stadt später entstand, einen Claim abgesteckt hatte. Ursprünglich sollte der Name der Stadt „Thompson“ lauten, aufgrund einer jedoch schon vorhandenen gleichnamigen Stadt nannte man sie „Rossland“.
Durch einen Goldrausch in British Columbia war Rossland 1897 eine der größten Städte im westlichen Kanada. Die Zuerkennung der kommunalen Selbstverwaltung für die Gemeinde erfolgte am 18. März 1897 (incorporated als City). Sie gehört damit zu den ältesten 25 Gemeinden in British Columbia, die alle bereits vor 1900 offiziell gegründet wurden.
Von 1898 bis 1901 wurde in Rossland ein zweigeschossiges Backsteingebäude als Gerichtshaus errichtet. Das Rossland Court House liegt an einem steilen Hang und wurde am 15. Januar 1980 zur National Historic Site of Canada erklärt.

## Demographie
Der Zensus im Jahr 2011 ergab für die Ansiedlung eine Bevölkerungszahl von 3.556 Einwohnern. Die Bevölkerung der Ansiedlung hatte dabei im Vergleich zum Zensus von 2006 um 8,5 % abgenommen, während die Bevölkerung in der Provinz British Columbia gleichzeitig um 7,0 % anwuchs.

## Verkehr
Die Gemeinde liegt an der Kreuzung zweier Highways. Von Süden kommend passiert der Highway 22 die Ortschaft. In Rossland vereinigt er sich mit dem aus dem Westen kommenden Highway 3B. Zusammen verlaufen diese beiden dann nach Osten, nach Trail.
Öffentlicher Personennahverkehr wird regional durch das „West Kootenay Transit System“ angeboten, welches unter anderem Verbindungen nach Trail, Castlegar sowie Nelson bietet und von BC Transit in Kooperation betrieben wird.

## Tourismus
Durch den nahgelegenen Ski-Betrieb, der nur im Winter vorhanden ist, gibt es auch nur dann in Rossland größeren Tourismus. Dadurch haben sich einige Hotels, Restaurants und Cafés angesiedelt.
Südlich von Rossland liegt, am Highway 22 und nur wenige Hundert Meter nördlich der Grenze zwischen Kanada und den Vereinigten Staaten, der King George VI Provincial Park.

## Persönlichkeiten

### Geboren in der Gemeinde
- Don Bertoia (* 1940), Mittelstreckenläufer
- Donald Stevens (* 1963), Skirennläufer
- Derek Mayer (* 1967),  Eishockeyspieler und -trainer
- Kevin Wert (* 1975), Skirennläufer

### Personen mit Beziehung zur Gemeinde
- John Turner (1929–2020), Politiker und späterer 17. Premierminister Kanadas, der in Rossland aufwuchs